# Himertosoma forticauda
Himertosoma forticauda är en stekelart som först beskrevs av André Seyrig 1934.  Himertosoma forticauda ingår i släktet Himertosoma och familjen brokparasitsteklar. Inga underarter finns listade i Catalogue of Life.